# Enea Koliçi
Enea Koliçi (Pogradec, 13 dicembre 1986) è un calciatore albanese, portiere del Kosova Düsseldorf.

## Biografia
Possiede anche la cittadinanza greca.

## Carriera

### Club
Il 1º gennaio 2012 firma un contratto di un anno e mezzo con la squadra albanese del Flamurtari Valona.

### Nazionale
Ha collezionato 14 presenze con la nazionale albanese Under-21.
Il 3 giugno 2009 riceve la sua prima convocazione in nazionale maggiore per la partita amichevole contro la Georgia del 10 giugno 2009, senza riuscire a fare il suo esordio.
Il 2 ottobre 2017 viene convocato nuovamente in nazionale a distanza di 8 anni dall'ultima volta, per le partite valide per le qualificazioni ai Mondiali 2018 contro Spagna ed Italia del 6 e 9 ottobre 2017.

## Statistiche

### Presenze e reti nei club
Statistiche aggiornate al 5 maggio 2021.
| Stagione                 | Squadra                  | Campionato               | Campionato | Campionato | Coppe nazionali | Coppe nazionali | Coppe nazionali | Coppe continentali | Coppe continentali | Coppe continentali | Altre coppe | Altre coppe | Altre coppe | Totale | Totale |
| Stagione                 | Squadra                  | Comp                     | Pres       | Reti       | Comp            | Pres            | Reti            | Comp               | Pres               | Reti               | Comp        | Pres        | Reti        | Pres   | Reti   |
| ------------------------ | ------------------------ | ------------------------ | ---------- | ---------- | --------------- | --------------- | --------------- | ------------------ | ------------------ | ------------------ | ----------- | ----------- | ----------- | ------ | ------ |
| 2006-2007                | Īraklīs                  | SL                       | 0          | 0          | CG              | 0               | 0               | -                  | -                  | -                  | -           | -           | -           | 0      | 0      |
| 2007-2008                | Īraklīs                  | SL                       | 0          | 0          | CG              | 0               | 0               | -                  | -                  | -                  | -           | -           | -           | 0      | 0      |
| 2008-gen. 2009           | Īraklīs                  | SL                       | 0          | 0          | CG              | 0               | 0               | -                  | -                  | -                  | -           | -           | -           | 0      | 0      |
| gen.-giu. 2009           | Olympiakos Volos         | BE                       | 4          | -5         | CG              | 0               | 0               | -                  | -                  | -                  | -           | -           | -           | 4      | -5     |
| 2009-2010                | Olympiakos Volos         | BE                       | 9          | -13        | CG              | 1               | -2              | -                  | -                  | -                  | -           | -           | -           | 10     | -15    |
| 2010-2011                | Odysseas Kordelio        | FL2                      | 0          | 0          | CG              | 0               | 0               | -                  | -                  | -                  | -           | -           | -           | 0      | 0      |
| 2011-gen. 2012           | Panserraïkos             | FL                       | 0          | 0          | CG              | 1               | -1              | -                  | -                  | -                  | -           | -           | -           | 1      | -1     |
| gen.-giu. 2012           | Flamurtari Valona        | KS                       | 13         | -9         | CA              | 6               | -6              | UEL                | -                  | -                  | -           | -           | -           | 19     | -15    |
| 2012-2013                | Flamurtari Valona        | KS                       | 19         | -25        | CA              | 7               | -6              | UEL                | 2                  | -3                 | -           | -           | -           | 28     | -34    |
| 2013-2014                | Īraklīs                  | FL                       | 8+4        | -5; -6     | CG              | 0               | 0               | -                  | -                  | -                  | -           | -           | -           | 12     | -11    |
| Totale Īraklīs           | Totale Īraklīs           | Totale Īraklīs           | 8+4        | -5; -6     |                 | 0               | 0               |                    | -                  | -                  |             | -           | -           | 12     | -11    |
| 2014-2015                | Olympiakos Volos         | FL                       | 5+3        | -7; -7     | CG              | 4               | -1              | -                  | -                  | -                  | -           | -           | -           | 12     | -15    |
| Totale Olympiakos Volos  | Totale Olympiakos Volos  | Totale Olympiakos Volos  | 18+3       | -25; -7    |                 | 5               | -3              |                    | -                  | -                  |             | -           | -           | 26     | -35    |
| 2015-2016                | Kukësi                   | KS                       | 13         | -6         | CA              | 8               | -7              | UEL                | -                  | -                  | -           | -           | -           | 21     | -13    |
| 2016-2017                | Kukësi                   | KS                       | 35         | -17        | CA              | 0               | 0               | UEL                | 4                  | -6                 | SA          | 1           | -1          | 40     | -24    |
| 2017-2018                | Kukësi                   | KS                       | 28         | -34        | CA              | 1               | 0               | UCL                | 2                  | -2                 | SA          | 1           | -1          | 32     | -37    |
| Totale Kukësi            | Totale Kukësi            | Totale Kukësi            | 76         | -57        |                 | 9               | -7              |                    | 6                  | -8                 |             | 2           | -2          | 93     | -74    |
| 2018-2019                | Flamurtari Valona        | KS                       | 32         | -29        | CA              | 3               | -2              | -                  | -                  | -                  | -           | -           | -           | 35     | -31    |
| Totale Flamurtari Valona | Totale Flamurtari Valona | Totale Flamurtari Valona | 64         | -63        |                 | 16              | -14             |                    | 2                  | -3                 |             | -           | -           | 82     | -80    |
| 2019-2020                | Skënderbeu               | KS                       | 36         | -43        | CA              | 0               | 0               | -                  | -                  | -                  | -           | -           | -           | 36     | -43    |
| 2020-2021                | Gjilani                  | SL                       | 30         | -29        | CK              | 0               | 0               | UEL                | 2                  | -3                 | -           | -           | -           | 32     | -32    |
| Totale carriera          | Totale carriera          | Totale carriera          | 232+7      | -222; -13  |                 | 31              | -25             |                    | 10                 | -14                |             | 2           | -2          | 282    | -276   |

### Cronologia presenze e reti in nazionale
| Cronologia completa delle presenze e delle reti in nazionale ― Albania under 21 | Cronologia completa delle presenze e delle reti in nazionale ― Albania under 21 | Cronologia completa delle presenze e delle reti in nazionale ― Albania under 21 | Cronologia completa delle presenze e delle reti in nazionale ― Albania under 21 | Cronologia completa delle presenze e delle reti in nazionale ― Albania under 21 | Cronologia completa delle presenze e delle reti in nazionale ― Albania under 21 | Cronologia completa delle presenze e delle reti in nazionale ― Albania under 21 | Cronologia completa delle presenze e delle reti in nazionale ― Albania under 21 |
| Data                                                                            | Città                                                                           | In casa                                                                         | Risultato                                                                       | Ospiti                                                                          | Competizione                                                                    | Reti                                                                            | Note                                                                            |
| ------------------------------------------------------------------------------- | ------------------------------------------------------------------------------- | ------------------------------------------------------------------------------- | ------------------------------------------------------------------------------- | ------------------------------------------------------------------------------- | ------------------------------------------------------------------------------- | ------------------------------------------------------------------------------- | ------------------------------------------------------------------------------- |
| 16-8-2006                                                                       | Senec                                                                           | Slovacchia under 21                                                             | 0 – 0                                                                           | Albania under 21                                                                | Qual. Europeo Under-21 2007                                                     | -                                                                               |                                                                                 |
| 1-9-2006                                                                        | Tirana                                                                          | Albania under 21                                                                | 0 – 3                                                                           | Spagna under 21                                                                 | Qual. Europeo Under-21 2007                                                     | -3                                                                              |                                                                                 |
| 6-2-2007                                                                        | Il Pireo                                                                        | Grecia under 21                                                                 | 3 – 1                                                                           | Albania under 21                                                                | Amichevole                                                                      | -3                                                                              | 88’                                                                             |
| 8-9-2007                                                                        | Elbasan                                                                         | Albania under 21                                                                | 1 – 0                                                                           | Croazia under 21                                                                | Qual. Europeo Under-21 2009                                                     | -                                                                               |                                                                                 |
| 11-9-2007                                                                       | Durazzo                                                                         | Albania under 21                                                                | 0 – 1                                                                           | Italia under 21                                                                 | Qual. Europeo Under-21 2009                                                     | -1                                                                              |                                                                                 |
| 17-10-2007                                                                      | Baku                                                                            | Azerbaigian under 21                                                            | 1 – 1                                                                           | Albania under 21                                                                | Qual. Europeo Under-21 2009                                                     | -1                                                                              |                                                                                 |
| 17-11-2007                                                                      | Toftir                                                                          | Fær Øer under 21                                                                | 0 – 5                                                                           | Albania under 21                                                                | Qual. Europeo Under-21 2009                                                     | -                                                                               | 81’                                                                             |
| 21-11-2007                                                                      | Atene                                                                           | Grecia under 21                                                                 | 2 – 1                                                                           | Albania under 21                                                                | Qual. Europeo Under-21 2009                                                     | -2                                                                              |                                                                                 |
| 20-8-2008                                                                       | Elbasan                                                                         | Albania under 21                                                                | 1 – 1                                                                           | Grecia under 21                                                                 | Qual. Europeo Under-21 2009                                                     | -1                                                                              |                                                                                 |
| 5-9-2008                                                                        | Varaždin                                                                        | Croazia under 21                                                                | 4 – 0                                                                           | Albania under 21                                                                | Qual. Europeo Under-21 2009                                                     | -4                                                                              | 83’                                                                             |
| Totale                                                                          |                                                                                 | Presenze                                                                        | 10                                                                              |                                                                                 | Reti                                                                            | -15                                                                             |                                                                                 |

## Palmarès

### Club

#### Competizioni nazionali
- Coppa d'Albania: 1

Kukësi: 2015-2016
- Supercoppa d'Albania: 1

Kukësi: 2016
- Campionato albanese: 1

Kukësi: 2016-2017
- Supercoppa del Kosovo: 1

Ballkani: 2023
- Coppa del Kosovo: 1

Ballkani: 2023-2024
- Campionato kosovaro: 1

Ballkani: 2023-2024